# Fernando de Abreu (político)
Fernando de Abreu (Abre Campo, 5 de dezembro de 1884) foi um político brasileiro, jornalista e escritor. Exerceu, entre diversos cargos na política, o mandato de deputado federal constituinte pelo Espírito Santo em 1934.
Filho de Francisco de Assis Pereira Júnior e de Jovita de Abreu e Silva, Fernando passou sua infância em Minas Gerais e Espírito Santo. Porém, na faculdade, o jovem se mudou para o Rio de Janeiro, até então Distrito Federal, para estudar farmácia na Faculdade de Medicina do Rio de Janeiro, na qual se formou em 1904.
Sua carreira como político se iniciou enquanto trabalhava como colono da Usina de Paineiras, porém, por não compatibilizar com a situação, se afastou do estado de ES por 8 anos. Quando voltou, conquistou o posto de deputado capixaba em 1923 e reelegeu-se em 1927 e 1930.
Ligado em movimentos revolucionários, Fernando participou, em outubro de 1930, do ato organizado e liderado pela Aliança Liberal que previa depor o atual presidente, Washington Luís. Durante este momento, o político lutou na área que era comandada pelo major Joaquim Magalhães Barata.
Em novembro de 1933, foi empossado à Assembleia Nacional Constituinte pelo Partido Social Democrático (PSD) do Espírito Santo. Neste mandato, Fernando integrou à Comissão Constitucional, na qual tinha o objetivo de estudar o pré projeto de Constituição e analisar todas as novas emendas propostas.
Foi líder da bancada do seu estado na Assembleia e, mesmo quando a nova Carta teve a promulgação, se manteve no poder até maio de 1935, momento em que ocorre a substituição dos velhos mandatos pelos novos políticos eleitos na última eleição. Por ser bem visto na Assembleia, se reuniu à mesma Constituinte do Espírito Santo, na qual chegaram a cogitar de indicar Fernando para concorrer indiretamente ao Senado. Porém os planos não se tornaram possíveis.
Durante sua vida, Fernando de Abreu também atuou como jornalista e escritor. Na sua carreira jornalística, o político foi redator do O Cachoeirano, jornal local de Cachoeiro do Itapemirim, cidade onde passou sua adolescência e criou sua firma, conhecida como Fernandes, Abreu e Cia. Já como escritor, Fernando conseguiu publicar um livro, titulado de "Um livro como os mais e Farrapos".